# Municipio de Sandy (Pensilvania)
El municipio de Sandy (en inglés: Sandy Township) es un municipio ubicado en el condado de Clearfield en el estado estadounidense de Pensilvania. En el año 2000 tenía una población de 11.556 habitantes y una densidad poblacional de 86.2 personas por km².

## Geografía
El municipio de Sandy se encuentra ubicado en las coordenadas 41°07′00″N 78°42′29″O / 41.11667, -78.70806.

## Demografía
Según la Oficina del Censo en 2000 los ingresos medios por hogar en la localidad eran de $42,450 y los ingresos medios por familia eran de $49,013. Los hombres tenían unos ingresos medios de $38,185 frente a los $24,042 para las mujeres. La renta per cápita de la localidad era de $20,420. Alrededor del 7,2% de la población estaba por debajo del umbral de pobreza.